# Демополис (Алабама)
Демополис (енгл. Demopolis) град је у америчкој савезној држави Алабама. По попису становништва из 2010. у њему је живело 7.483 становника.

## Демографија
Према попису становништва из 2010. у граду је живело 7.483 становника, што је 57 (0,8%) становника мање него 2000. године.
| Група             | 2000.         | 2010.         |
| Белци             | 3.585 (47,5%) | 3.477 (46,5%) |
| Афроамериканци    | 3.838 (50,9%) | 3.749 (50,1%) |
| Азијати           | 15 (0,2%)     | 40 (0,5%)     |
| Хиспаноамериканци | 74 (1,0%)     | 181 (2,4%)    |
| Укупно            | 7.540         | 7.483         |